# アイリーン・ドナン城占領
アイリーン・ドナン城占領（アイリーン・ドナンじょうせんりょう、英語: Capture of Eilean Donan Castle）は四国同盟戦争中の1719年におきたジャコバイト蜂起での戦闘。イギリス船3隻で構成された偵察艦隊はスペインで占領されていた、スコットランド西海岸のアイリーン・ドナン城を攻撃した。海上からの砲撃の後、艦隊は上陸して城を強襲、守備軍を降伏させた。その後アイリーン・ドナン城は爆破された。

## 背景
スペインのジュリオ・アルベローニ枢機卿が「アルベローニ計画」を立て、ジャコバイトとハイランド地方におけるジャコバイトの味方を支持、ジョージ1世を廃位してジェームズ・フランシス・エドワード・ステュアートを王位につかせようとした。これにより、スペインはスコットランドに海兵隊300人と第10代マーシャル伯爵ジョージ・キースなどジャコバイトの指揮官をスコットランドに上陸させた。スペイン軍は蜂起を支援するためにシーフォース卿の住処の1つであるアイリーン・ドナン城に駐留軍を配置した。
1719年5月のはじめ、王立海軍は偵察のために船5隻を派遣し、うち2隻はスカイ島沖を、3隻はロック・デュイックの隣のロック・アルシュを巡航した。10日、ロック・アルシュを巡航した3隻、すなわち44門艦ウスター、44門艦エンタープライズ、20門艦フランバラはロック・デュイックの北側に錨を下ろした。

## 襲撃と破壊

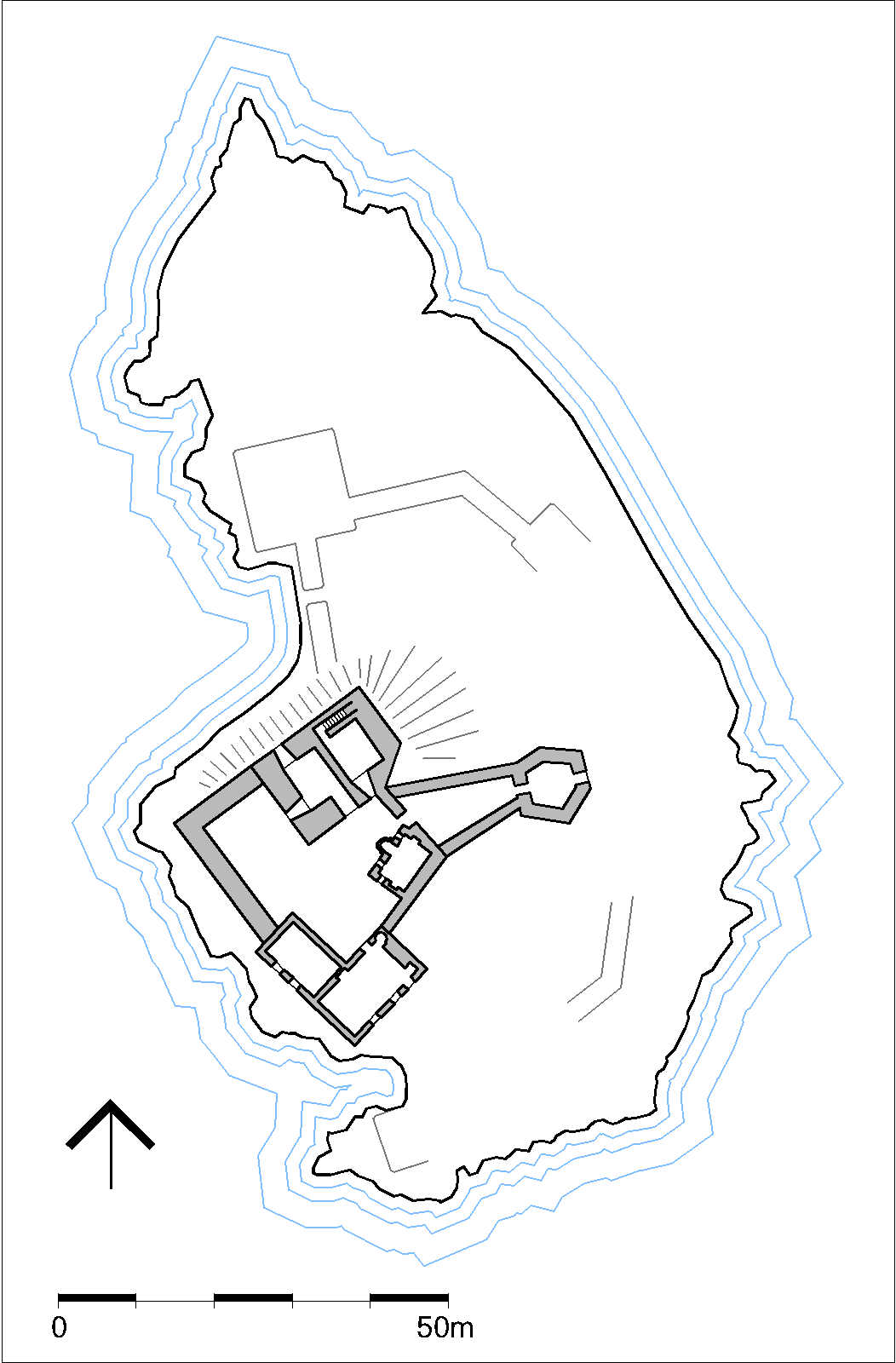
占領時点でのアイリーン・ドナン城の地図

イギリス艦隊はまず、和平の旗を立てた船で上陸し、交渉しようとしたが、城内のスペイン軍がその船に発砲すると船は召還され、イギリスの戦艦3隻は1時間以上城に砲撃した。しかし強風のためすぐに出撃することはできず、イギリス艦隊は錨を下した。
翌朝（5月11日）、スペインの逃亡兵からの情報に基づき、ウスターの艦長で艦隊の指揮官であるチェスター・ボイル大佐（Chester Boyle）はエンタープライズを派遣して弾薬を保存する倉庫を占領しようとしたが、艦隊の記録によると、陸上にいる反乱軍は船が弾薬庫に接近すると、弾薬庫に火を放った。一方、残りのイギリス艦2隻は上陸隊を準備しつつ、城をときどき砲撃した。
夜、イギリス艦隊は激しい砲撃を援護にしつつ、ボートで兵士を上陸させ、城を包囲させた。上陸軍は城壁を登った後、軽い抵抗しか受けずに城を占領した。これによりイギリス政府軍は「アイルランド人1人、大佐1人、スペインの大尉1人、召使い1人、反乱スコットランド人1人、スペイン人兵士39人」を捕虜にし、「火薬343バレル、マスケット銃弾52バレル」を奪った。政府軍は続いて反乱軍がトウモロコシを貯めた納屋をいくつか燃やした。
イギリス艦隊はその後2日間をかけてアイリーン・ドナン城を破壊した（破壊は火薬27バレルを要した）。スペイン人捕虜はフランバラに載せられ、リース、続いてエディンバラに連行された。
蜂起自体は6月10日に装備と補給が不足していたジャコバイトと残りのスペイン軍がグレン・シールの戦いで敗北したことで終結した。
アイリーン・ドナンはその後、ジョン・マックレイ＝ギルストラップが1919年に再建を開始、1932年に完成するまで200年間廃墟のまま残った。

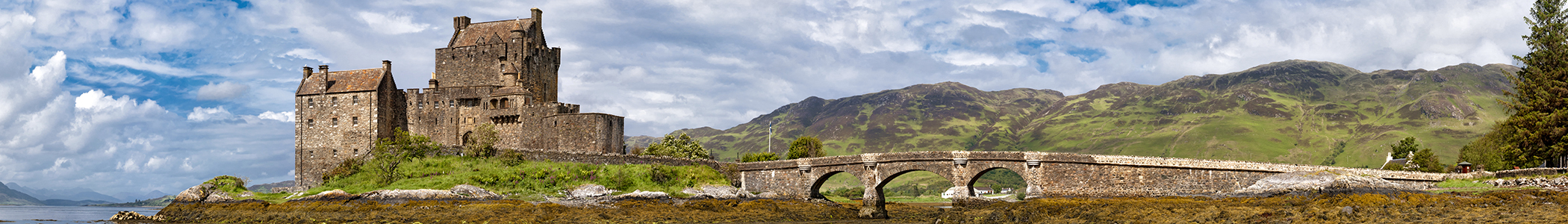
再建されたアイリーン・ドナン城とロック・デュイックのパノラマ